# Біла Книга Ридерха
Біла Книга Ридерха (валл. Llyfr Gwyn Rhydderch) — один з найвідоміших валлійських манускриптів, написаний в середині XIV століття. Це найдавніше зібрання валлійської прози, також у книзі містяться деякі приклади ранньої валлійської поезії. Зараз Біла Книга Ридерха зберігається в Національній бібліотеці Уельсу, до цього перебувала в колекції відомого колекціонера Роберта Вогана і була збережена його нащадками.
Біла Книга Ридерха складається з двох окремих томів: Peniarth MS 4 і Peniarth MS 5. Перший містить валлійські повісті, зараз відомі як Мабіногіон, другий том Peniarth MS 5 (перша частина оригінального манускрипту) містить християнські релігійні тексти валлійською мовою, здебільшого перекладені з латини.
Білу книгу було скопійовано в середині XIV століття, найімовірніше для Ридерха ап Ллуйда (близько 1325—1400) з парафії Ллангейто в Кередігіоні. Встановлено, що переписувачів було п'ятеро, найімовірніше вони були з монастиря Страта Флорида, що неподалік від будинку Ридерха.